# Lionel Hampton

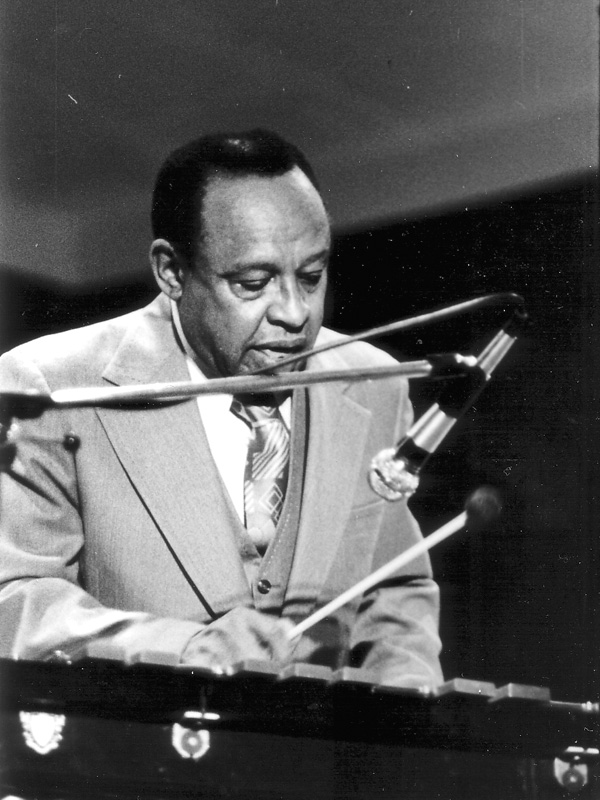
Lionel Hampton 1977 während eines Konzerts in Aachen

Lionel Leo „Hamp“ Hampton (* 20. April 1908 in Louisville, Kentucky; † 31. August 2002 in New York) war ein US-amerikanischer Jazzmusiker. Er ist bekannt als Bandleader, Jazzperkussionist und Vibraphonvirtuose. Hampton zählt zu den berühmtesten Namen der Jazzgeschichte und arbeitete mit prominenten Jazzmusikern wie Benny Goodman, Charlie Parker und Quincy Jones zusammen. 

## Leben

### Kindheit und Jugend
Hampton wuchs auf in Kenosha, Wisconsin, und Birmingham, Alabama, zog aber noch als Kind 1916 nach Chicago, wo er wohlbehütet bei seinem Onkel aufwuchs und eine katholische Schule besuchte. Sein Onkel war Richard Morgan, der zeitweise für Al Capone arbeitete. Morgan war Liebhaber von Bessie Smith und fuhr ihren Wagen, als sie bei einem Auffahrunfall tödlich verunglückte.

### Karriere
Hampton begann seine Karriere als Schlagzeuger in Bands in Chicago und Kalifornien, wohin er 1927 zog und zunächst bei Paul Howards Quality Serenaders spielte. In der Les Hite Band begann er, neben Schlagzeug auch Xylophon zu spielen. Sie wurden bald zur Hausband von Frank Sebastians New Cotton Club, einem populären Jazz Club in Los Angeles, wo Louis Armstrong ihn hörte. Schon 1930 machte er Aufnahmen auf einem Vibraphon (das Armstrong in den NBC Studios in Los Angeles entdeckte) mit Armstrong, mit dem er auch im Cotton Club in Harlem auftrat. Durch Hampton wurde das Vibraphon als Jazzinstrument populär. Bereits 1934 hatte er eine eigene Band, bevor er für vier Jahre bei Benny Goodman spielte, dessen Orchester im November 1936 nach Los Angeles kam, um im Palomar Ballroom aufzutreten. Durch John Hammond lernte Goodman Hampton kennen und bat diesen, mit ihm nach New York zu gehen. So bildeten sie mit Teddy Wilson und Gene Krupa das Benny Goodman Quartet. Das Quartett war eine der ersten rassisch integrierten Bands und trat vor großem Publikum auf.

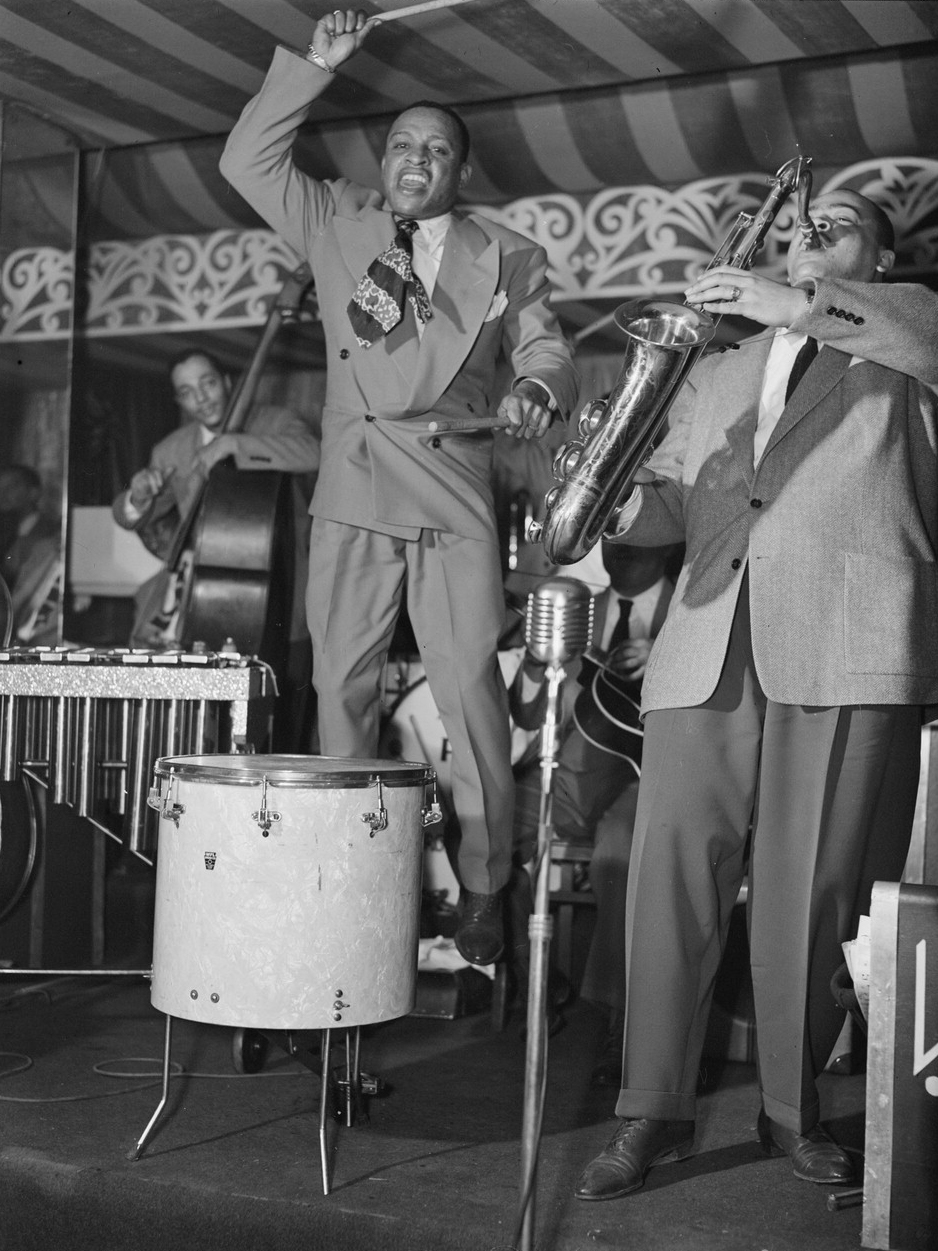
Hampton und Arnett Cobb bei einem Auftritt im New Yorker Jazzclub Aquarium, ca. Juni 1946.
Fotografie von William P. Gottlieb.

Während Hampton für Goodman in New York arbeitete, machte er mit verschiedenen kleinen Gruppen Aufnahmen unter dem Namen Lionel Hampton Orchestra. 1940 verließ er die Goodman-Band und bildete seine eigene Tourneeband. In Hamptons Band spielten Talente wie Illinois Jacquet, Dexter Gordon, Ernie Royal, Jack McVea, Charles Mingus, Monk Montgomery, Wes Montgomery, Quincy Jones, Benny Golson, Fats Navarro, Kenny Dorham, Clifford Brown, Dinah Washington, Betty Carter, Joe Williams, Arnett Cobb, Earl Bostic, Art Farmer, Clark Terry und andere. Seine Frau Gladys Hampton, die 1971 starb, war zugleich seine Managerin.
Hamptons Aufnahme von Flying Home (1942) mit dem berühmten Tenorsaxophonsolo von Jacquet wurde später verfeinert und erweitert durch Cobb (1946); sie gilt für manchen als erste Rock-’n’-Roll-Platte. Für Quincy Jones war Hampton „so etwas wie ein Rock ’n’ Roller“.
Er war bekannt für seine energische Spielweise auf Vibraphon, Schlagzeug, und Klavier – das er mit einer Zweifingertechnik wie ein Vibraphon spielte.

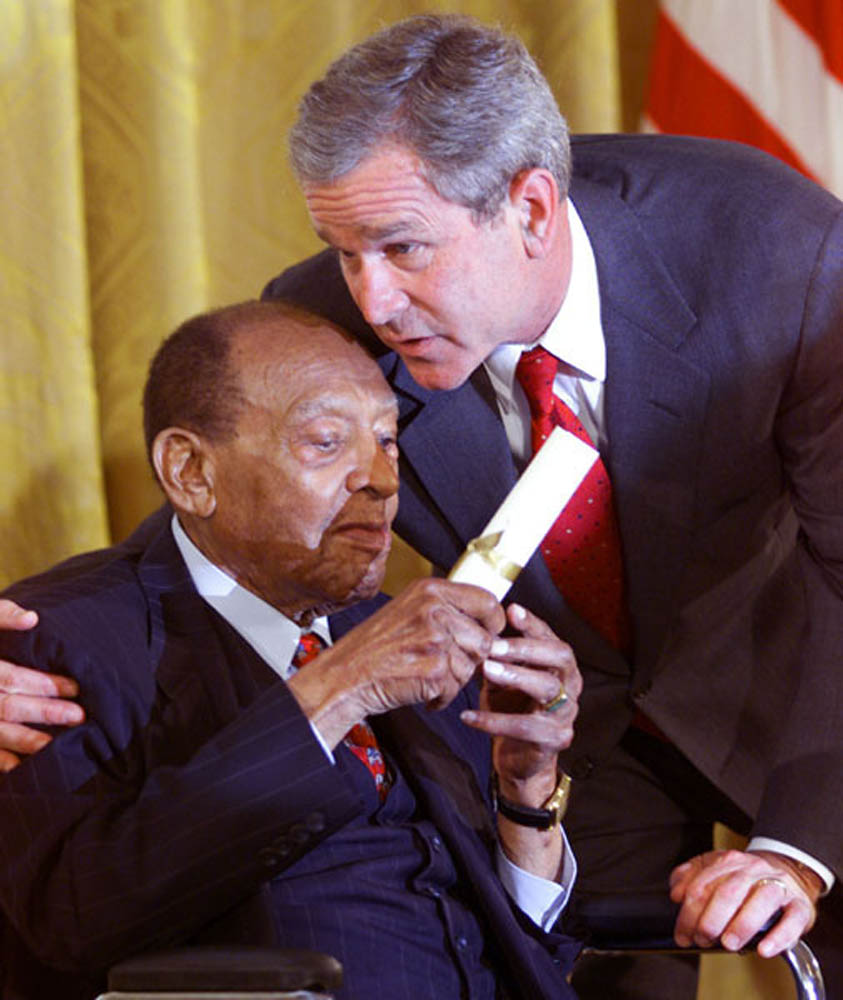
Lionel Hampton zu Besuch im Weißen Haus am 30. Juni 2001

Mitte der 1980er gaben Hampton und seine Band an der Universität Idaho bei dem ein Jahr später 1985 nach ihm benannten „Lionel Hampton Jazz Festival“ ein Konzert. 1987 wurde dort das Musikcollege in „Lionel Hampton College of Music“ umbenannt; es blieb bis heute das einzige Universitäts-Musikcollege mit dem Namen eines Jazzmusikers. 
Hampton hatte auch verschiedene Filmauftritte, u. a. in Pennies from Heaven (1936, ein Bing-Crosby-Film) mit Louis Armstrong, in dem er (unter einer Maske verdeckt) Schlagzeug spielt. Später erhielt er auch einen Stern auf dem Hollywood Walk of Fame. Neben seiner Musik war er auch sozial und politisch engagiert (auf Seiten der Republikaner). Er war der Initiator mehrerer Wohnsiedlungsprojekte in Harlem und Newark (New Jersey).
1996 kam er bei einem Hausbrand zwar knapp mit dem Leben davon, verlor aber seinen gesamten Hausrat, seine Instrumente und Aufzeichnungen. Lionel Hampton starb am 31. August 2002 im Mount Sinai Hospital in New York an Herzstillstand und wurde im Woodlawn Cemetery, Bronx, New York, begraben.

## Preise und Auszeichnungen
1988 erhielt er das NEA Jazz Masters Fellowship. Er war mehrfacher Ehrendoktor. 1996 erhielt er vom amerikanischen Präsidenten Clinton die National Medal of Arts.

## Diskografie (Auswahl)
- 1945: All-American Award Concert at Carnegie Hall [live], Decca
- 1947: Lionel Hampton with the Just Jazz All Stars [live], GNP
- 1947: The original stardust, Decca
- 1950: Moonglow, Decca
- 1951: The Blues ain’t news to me, Verve
- 1953: The King of the vibes, Clef
- 1953: The Lionel Hampton Quartet, Clef
- 1953: Rockin’ and Groovin’, Blue Note
- 1954: Hamp’s big four, Clef
- 1954: Swingin’ with Hamp, Clef
- 1954: Hot Mallets, RCA
- 1955: Hamp and Getz, Verve
- 1955: The Tatum Group Masterpieces Vol. 5, Pablo
- 1956: Hamp in Hi Fi, Harmony
- 1967: Newport uproar, RCA
- 1978: As time goes by, Sonet
- 1982: Lionel Hampton introduces Axel Zwingenberger in the Boogie Woogie Album, Vagabond
- 1983: Air mail special, Clef
- 2001: Ring dem vibes, Verve

### Sammlung
- The Complete Lionel Hampton Victor Sessions 1937–1941 – (Mosaic – 2007) – 5 CDs[3] mit Ziggy Elman, Hymie Schertzer, Vido Musso, Adrian Rollini, Jess Stacy, Allan Reuss, Gene Krupa, Cootie Williams, Lawrence Brown, Johnny Hodges, John Kirby, Cozy Cole, Buster Bailey, Jonah Jones, Eddie Barefield, Clyde Hart, Edgar Sampson, Billy Taylor, Sonny Greer, Harry James, Benny Carter, Babe Russin, Herschel Evans, Billy Kyle, Omer Simeon, Budd Johnson, Russell Procope, Jerry Jerome, Chu Berry, Milt Hinton, Danny Barker, Dizzy Gillespie, Benny Carter, Coleman Hawkins, Ben Webster, Charlie Christian, Henry Red Allen, J. C. Higginbotham, Earl Bostic, Sid Catlett, Toots Mondello, Al Casey, Slick Jones, Edmond Hall, Joe Sullivan, Freddie Green, Zutty Singleton, Budd Johnson, Nick Fatool, Nat King Cole, Oscar Moore, Helen Forrest, Marlowe Morris, Teddy Bunn, Kaiser Marshall, Sir Charles Thompson, Irving Ashby, Marshall Royal, Shadow Wilson

## Filmografie
- 1955: Musik, Musik und nur Musik